# 443
443（四百四十三、よんひゃくよんじゅうさん）は自然数、また整数において、442の次で444の前の数である。

## 性質
- 443は86番目の素数であり、1つ前は439、次は449。
  - 約数の和は444。
    - 約数の和が回文数になる35番目の数である。1つ前は438、次は463。(オンライン整数列大辞典の数列 A028980)
    - 約数の和が回文数になる12番目の素数である。1つ前は433、次は463。(オンライン整数列大辞典の数列 A028981)
- 24番目のソフィー・ジェルマン素数である。1つ前は431、次は491。
- 32番目の左切り捨て可能素数である。1つ前は397、次は467。
- 443 = 443 + 0 × ω (ωは1の虚立方根)
  - a + 0 × ω (a > 0) で表される44番目のアイゼンシュタイン素数である。1つ前は431、次は449。
- 443 = 443 + 0 × i (iは虚数単位)
  - a + 0 × i (a > 0) で表される44番目のガウス素数である。1つ前は439、次は463。
  - ガウス素数かつアイゼンシュタイン素数である22番目の素数。1つ前は431、次は467。
- 3 と 4 を使った3番目の素数である。1つ前は433、次は3343。(オンライン整数列大辞典の数列 A020461)
  - a = 4 、b = 3 のときの a…ab の形で表せる32番目の素数である。1つ前は337、次は449。(オンライン整数列大辞典の数列 A062353)
  - 4…43 の形の2番目の素数である。1つ前は43、次は444443。(オンライン整数列大辞典の数列 A093163)
- 末尾の2桁が43の2番目の素数である。1つ前は43、次は643。(オンライン整数列大辞典の数列 A244769)
- 443 + 344 = 787
  - 443を逆順に並べた344を加えると787と素数になる。素数において逆順に並べた数を加えても素数になる10番目の数である。1つ前は439、次は463。(オンライン整数列大辞典の数列 A061783)
- 443 = 12 + 12 + 212 = 12 + 92 + 192 = 72 + 132 + 152
  - 3つの平方数の和3通りで表せる64番目の数である。1つ前は440、次は453。(オンライン整数列大辞典の数列 A025323)
- 443 = 12 + 92 + 192 = 72 + 132 + 152
  - 異なる3つの平方数の和2通りで表せる87番目の数である。1つ前は435、次は451。(オンライン整数列大辞典の数列 A025340)
- 443 = 1 × 202 + 2 × 20 + 3 = 123(20)
  - 20進数で表すと昇順で連続する自然数になる3番目の数である。1つ前は22、次は8864。(オンライン整数列大辞典の数列 A014904)
- 443 = 1 + 2 + 2 × 4 + 2 × 4 × 6 + 2 × 4 × 6 × 8 = 0!! + 2!! + 4!! + 8!!
  - n = 4 のときの {\displaystyle \sum _{k=0}^{n}(2k)!!} の値とみたとき1つ前は59、次は4283。(ただし!!は二重階乗)(オンライン整数列大辞典の数列 A112368)
- 各位の和が11になる41番目の数である。1つ前は434、次は452。
  - 各位の和が11になる数で素数になる12番目の数である。1つ前は353、次は461。(オンライン整数列大辞典の数列 A106754)

## その他 443 に関連すること
- 西暦443年
- 紀元前443年
- 国鉄443系電車
- HTTPSでは、標準のポート番号として443が使われる。
- R443A - アメリカ暖房冷凍空調学会（American Society of Heating, Refrigerating and Air-Conditioning Engineers：ASHRAE）が Standard 34に準拠して命名した炭化水素系混合冷媒ガスの一つ。
- ケプラー443b
- MP-443